# Rennrodel-Amerika-Pazifikmeisterschaften 2021

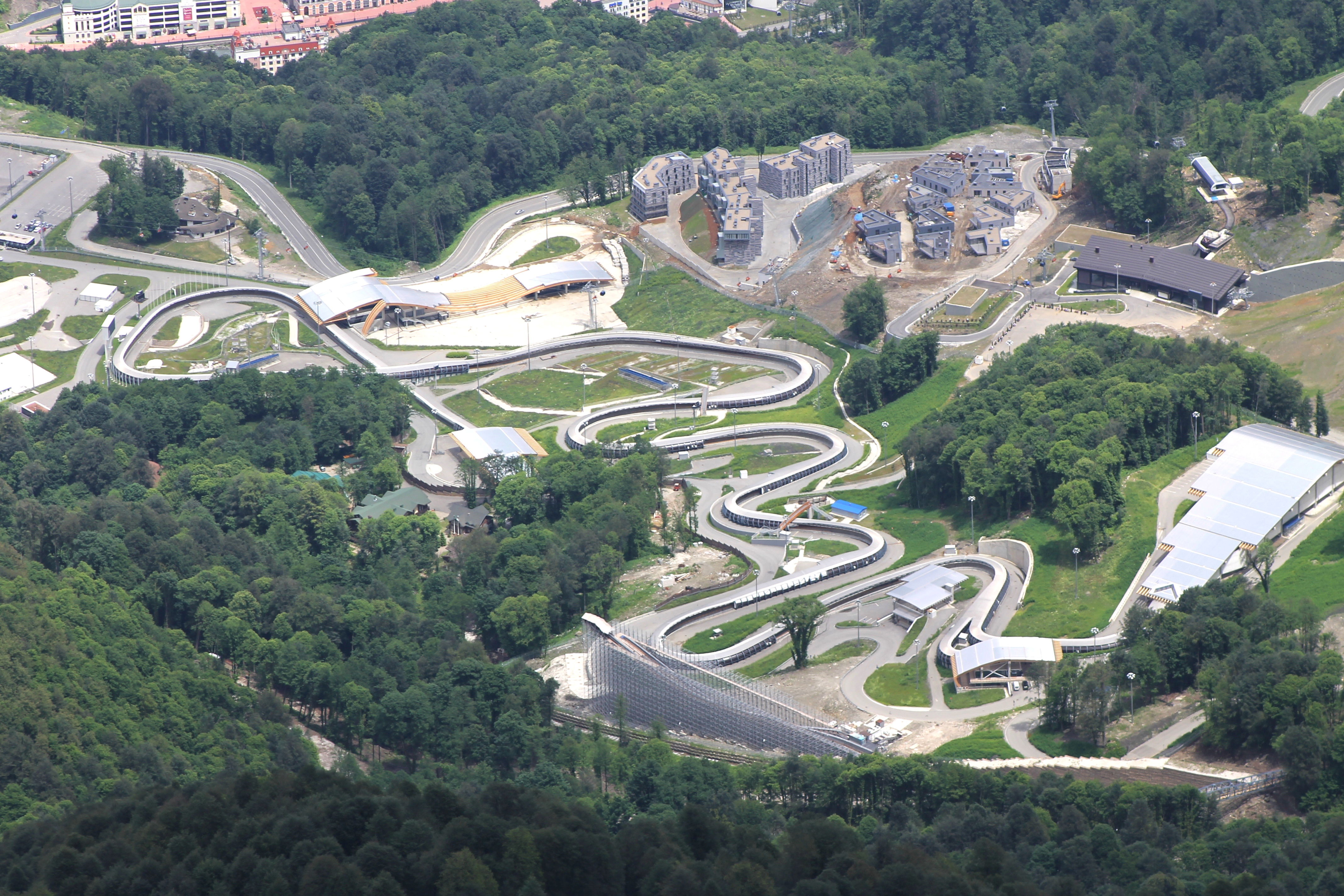
Sliding Center Sanki

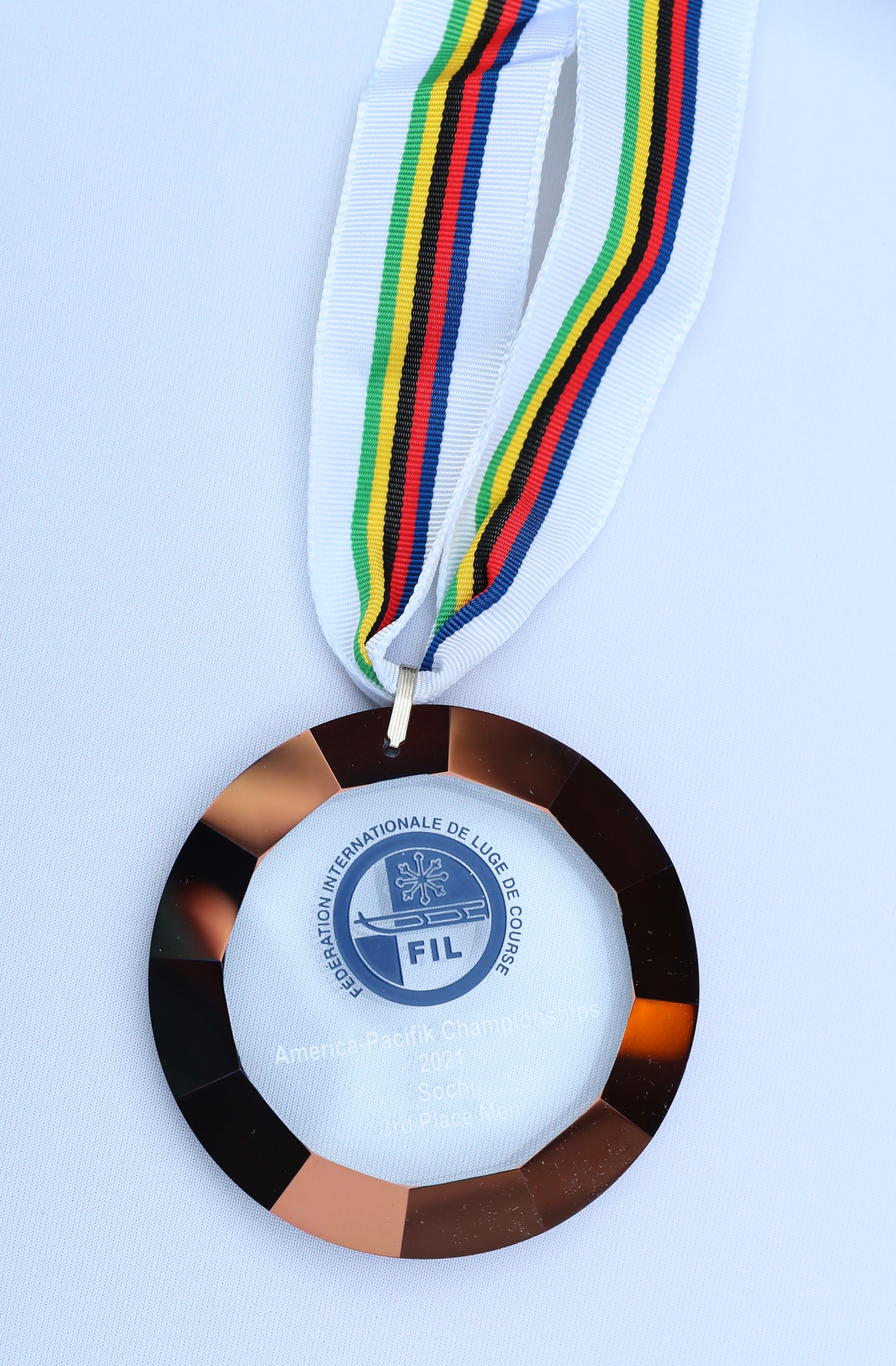
Bronzemedaille für den Einsitzerwettbewerb der Männer

Die Rennrodel-Amerika-Pazifikmeisterschaften 2021 sollten ursprünglich vom 4. bis 5. Dezember 2021 im Rahmen des 3. Weltcuprennens der Saison 2021/22 im Whistler Sliding Centre in Kanada ausgetragen werden. Ende August 2021 gab der Rennrodelweltverband aufgrund der anhaltenden Einreisebeschränkungen in Folge der COVID-19-Pandemie die Absage der beiden nordamerikanischen Weltcupstationen in Whistler und auf der Olympia-Bobbahn Mount Van Hoevenberg bekannt. An ihre Stelle trat ein Doppel-Weltcup im Sliding Center Sanki in Krasnaja Poljana bei Sotschi, Russland. In diesem Rahmen wurden auch die Amerika-Pazifikmeisterschaften im Race-in-Race-Modus ausgetragen.
Es fanden Wettbewerbe in den Einsitzern für Männer und Frauen und dem Doppelsitzer für Männer statt. Alle Wettbewerbe wurden in zwei Wertungsläufen entschieden, die im Rahmen des Weltcuprennen in den entsprechenden Disziplinen gefahren werden. Die neu eingeführte Disziplin des Doppelsitzers für Frauen wird in der Saison 2021/22 als Bestandteil des Rennrodel-Junioren-Weltcups ausgetragen und daher nicht im Rahmen der Amerika-Pazifikmeisterschaften 2021 in Sotschi ausgetragen. Die Siegerehrung für die Rennrodel-Amerika-Pazifikmeisterschaften 2021 fand im Rahmen des Nationencups bei der nachfolgenden Weltcupstation auf der Rennschlitten- und Bobbahn in Altenberg statt.

## Titelverteidiger
Die Rennrodel-Amerika-Pazifikmeisterschaften 2020 fielen aufgrund der Reisebeschränkungen der COVID-19-Pandemie aus. Bei den Amerika-Pazifikmeisterschaften 2019 im kanadischen Whistler siegten die US-Amerikanerin Emily Sweeney im Einsitzer der Frauen, ihr Landsmann Tucker West im Einsitzer der Männer sowie das kanadische Doppelsitzerpaar Tristan Walker und Justin Snith.

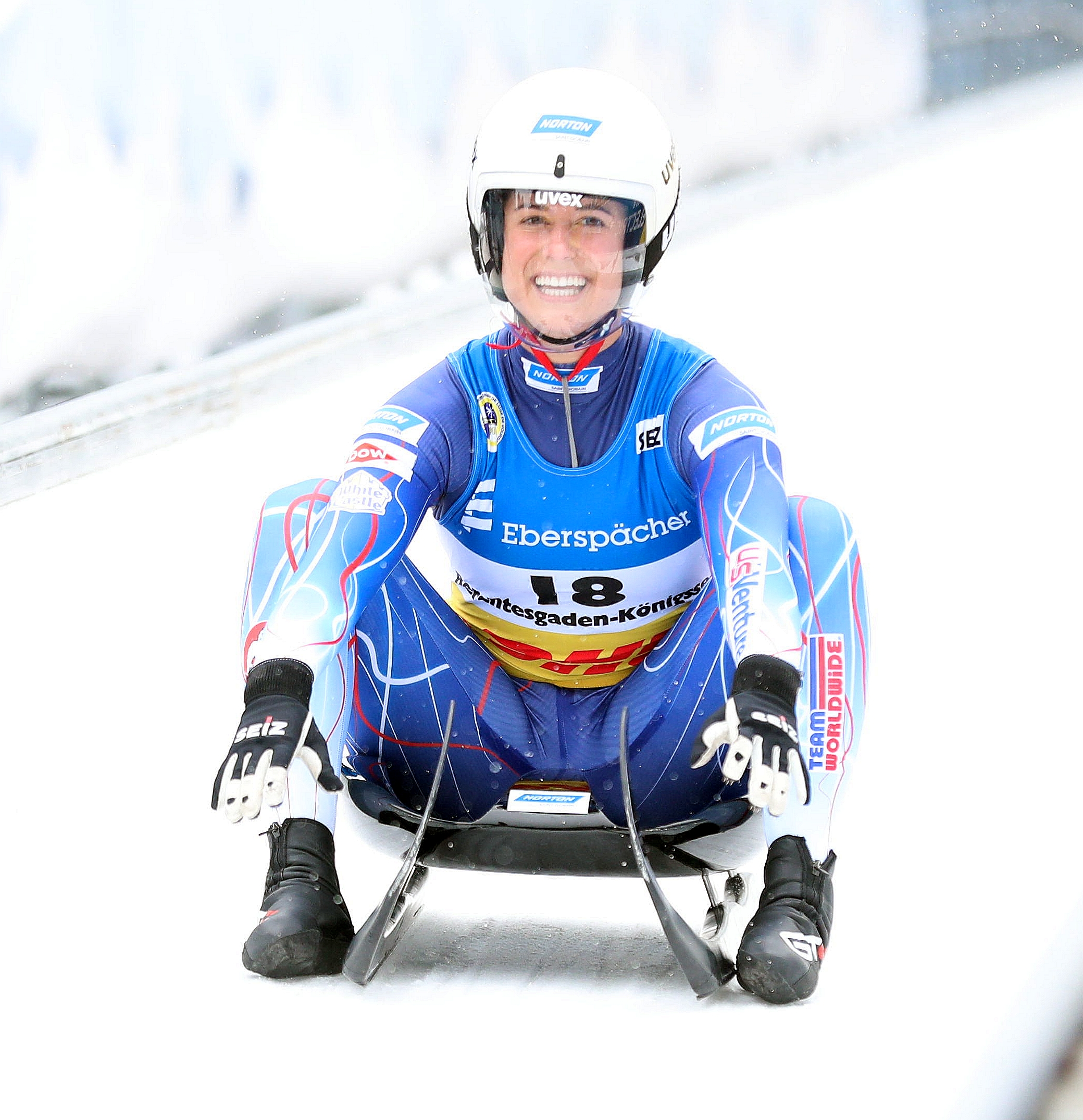
Emily Sweeney
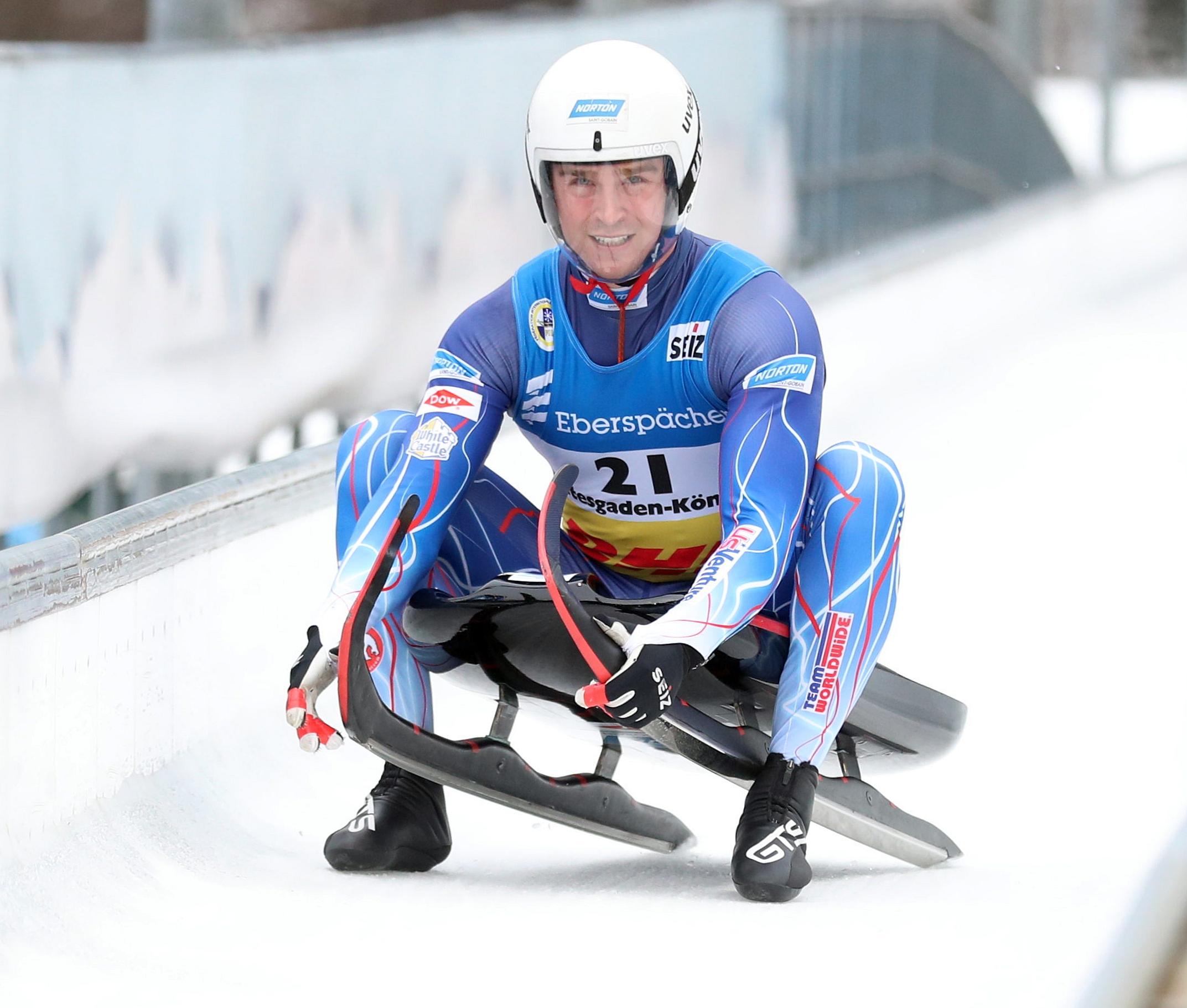
Tucker West
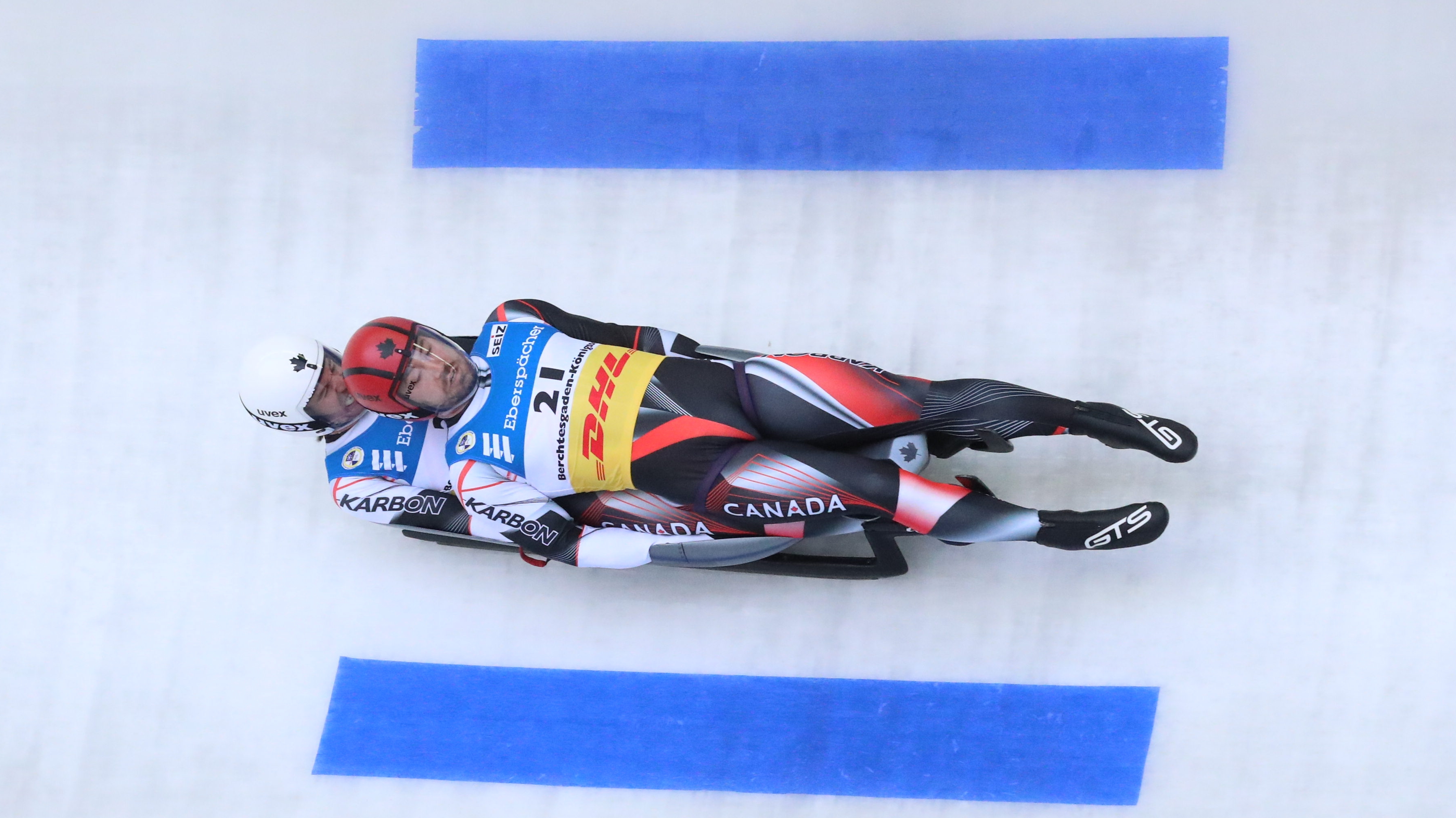
Tristan Walker und Justin Snith

## Einsitzer der Frauen

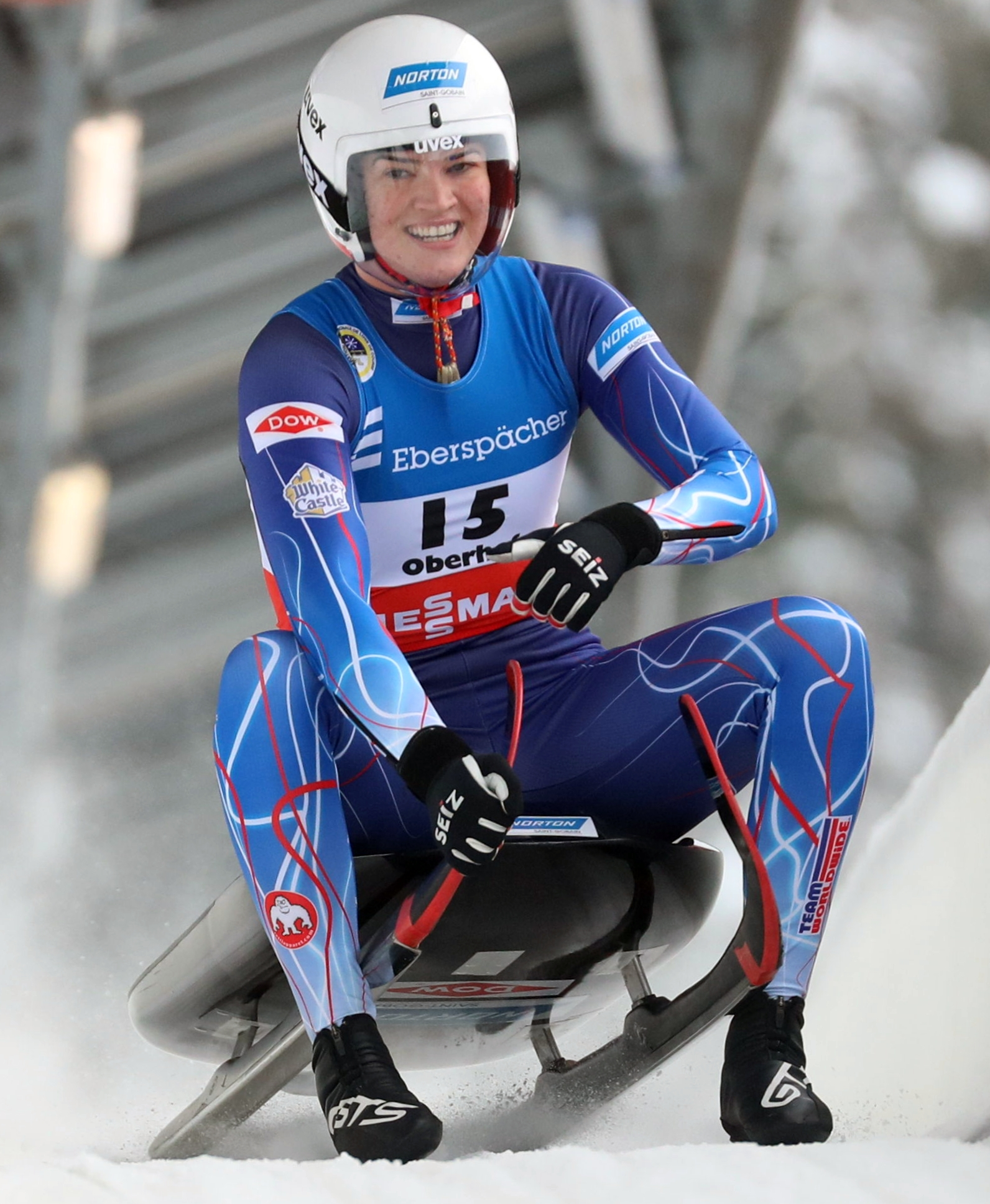
Summer Britcher, Amerika-Pazifikmeisterin

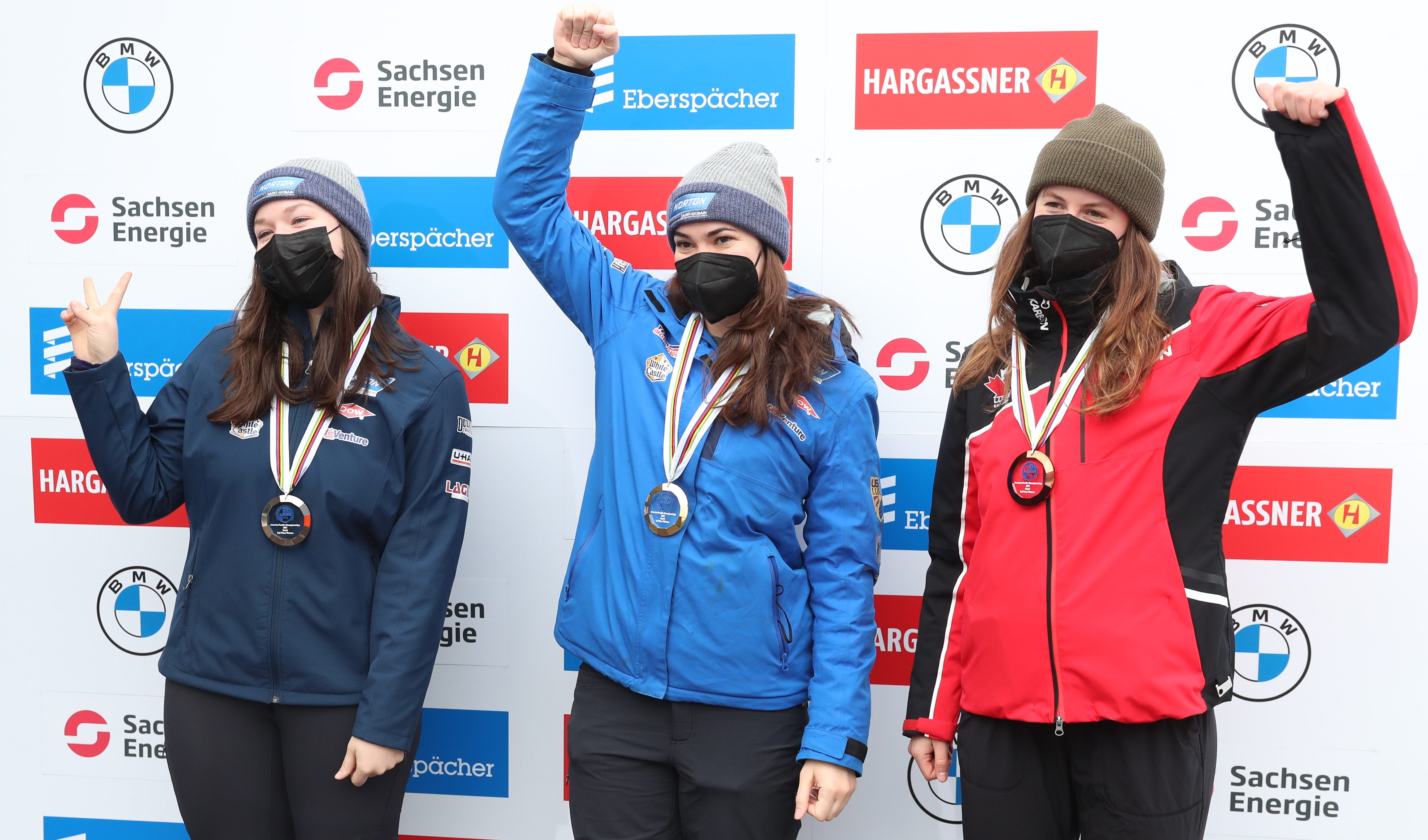
Siegerehrung

| Platz | Sportler           | Laufzeiten        | Zeit             |
| ----- | ------------------ | ----------------- | ---------------- |
| 01    | Summer Britcher    | 50,049 s 50,164 s | 1:40,211 Minuten |
| 02    | Ashley Farquharson | 50,251 s 50,182 s | 1:+0,222 s       |
| 03    | Trinity Ellis      | 50,262 s 50,313 s | 1:+0,364 s       |
| 04    | Brittney Arndt     | 50,360 s 50,234 s | 1:+0,383 s       |
| 05    | Natalie Corless    | 50,214 s 50,458 s | 1:+0,461 s       |
| 06    | Kailey Allan       | 50,696 s 50,462 s | 1:+0,947 s       |
| 07    | Makena Hodgson     |                   |                  |

Datum: 5. Dezember
Titelverteidigerin Emily Sweeney, Teil des World Class Athlete Program der Nationalgarde der Vereinigten Staaten, konnte aufgrund ein Mandats des Verteidigungsministeriums als US-amerikanischen Militärangehörige nicht nach Russland einreisen und musste daher auf den Wettkampf zur Titelverteidigung verzichten. Die US-Amerikanerin Summer Britcher, die im Weltcuprennen den zehnten Platz belegte, gewann ihren ersten Amerika-Pazifikmeisterschaftstitel mit Bestzeiten in beiden Läufen, auf dem Silberrang folgte mit einem Rückstand von mehr als zwei Zehntelsekunden ihre Teamkollegin Ashley Farquharson, die im Weltcuprennen Platz 13 erreichte. Die Bronzemedaille sicherte sich Trinity Ellis (Platz 18 im Weltcup) aus Kanada vor Brittney Arndt (Platz 19 im Weltcup) aus den Vereinigten Staaten, die nur knapp zwei Hundertstelsekunden voneinander trennten. Natalie Corless, die nach dem ersten Lauf noch auf dem Silberrang gelegen hatte, wurde nach einem schwachen zweiten Lauf nur Fünfte, was Platz 21 im Weltcup bedeutete. Kailey Allan, ebenfalls aus Kanada, fuhr mit fast einer halben Sekunde Rückstand auf Corless nur auf den sechsten Rang. Ihre Teamkollegin Makena Hodgson verpasste im Nationencup die Qualifikation für das finale Wertungsrennen und wurde deshalb gemäß dem Nationencupergebnis eingruppiert.

## Einsitzer der Männer

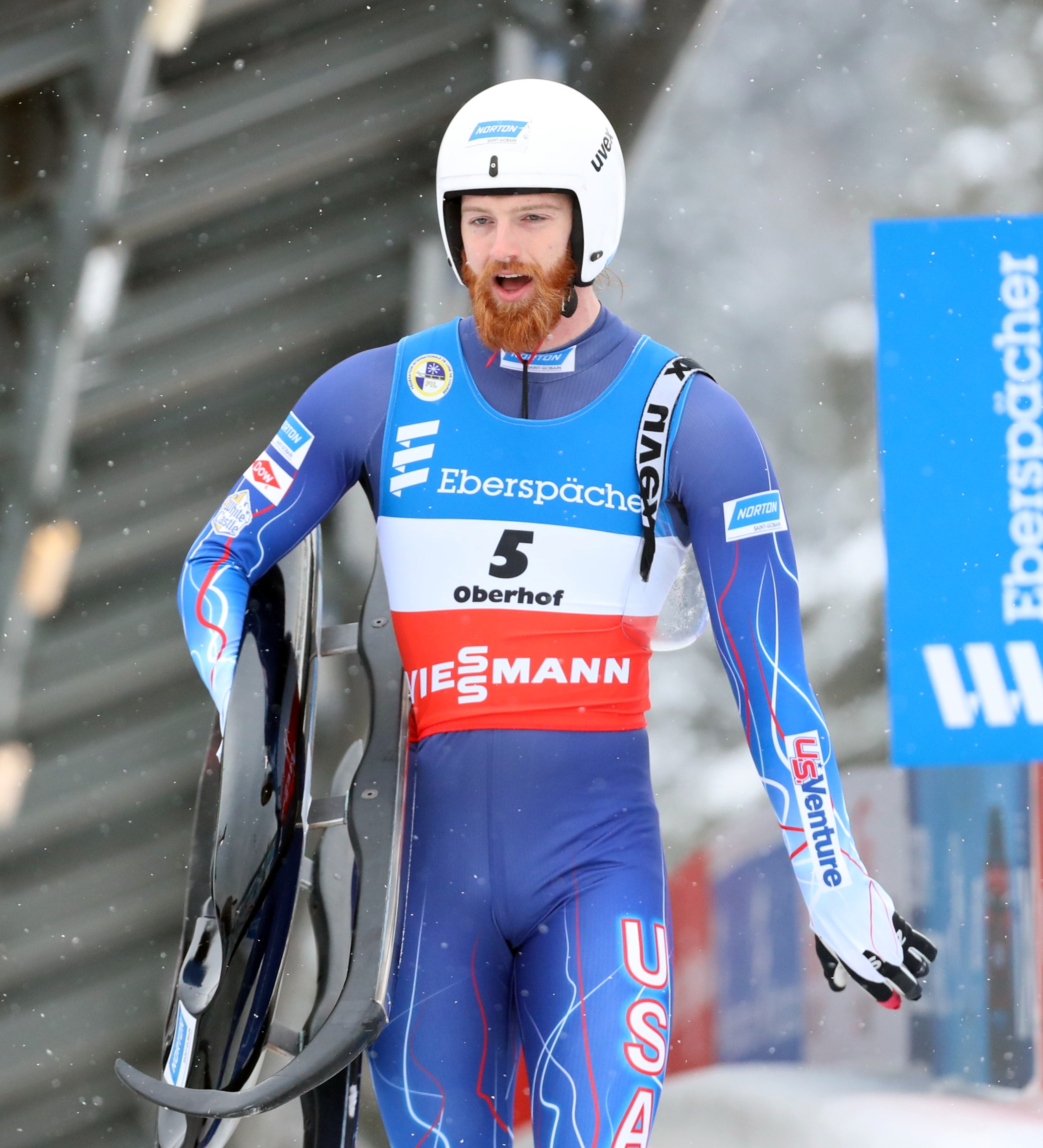
Jonathan Eric Gustafson, Amerika-Pazifikmeister

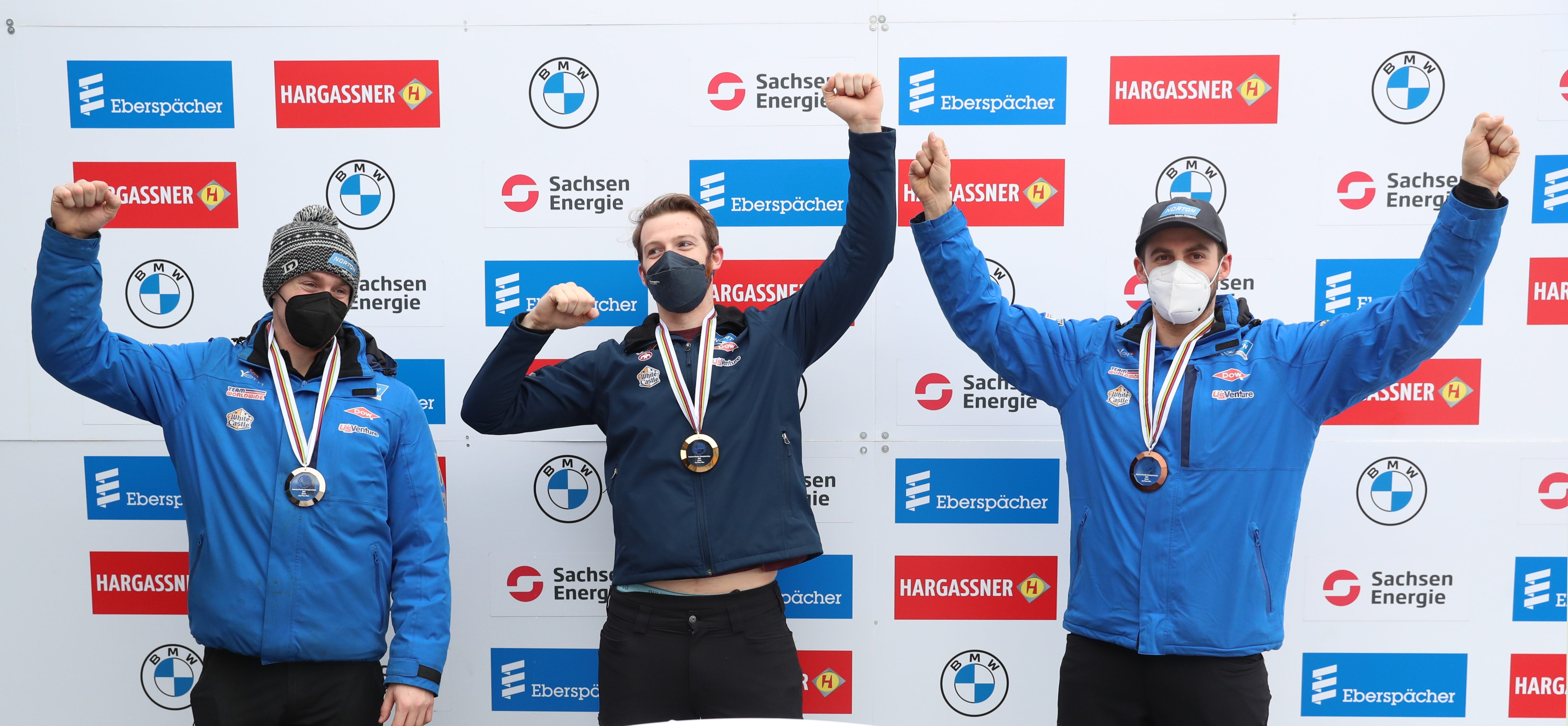
Siegerehrung

| Platz | Sportler                   | Laufzeiten        | Zeit             |
| ----- | -------------------------- | ----------------- | ---------------- |
| 01    | Jonathan Eric Gustafson    | 51,800 s 51,944 s | 1:43,744 Minuten |
| 02    | Tucker West                | 51,881 s 51,883 s | 1:+0,020 s       |
| 03    | Christopher Mazdzer        | 52,030 s 51,964 s | 1:+0,250 s       |
| 04    | Alexander Michael Ferlazzo |                   |                  |
| 05    | Lucas Maximiliano Populin  |                   |                  |
| DNF   | Reid Watts                 | 52,326 s DNF      |                  |

Datum: 4. Dezember
Den Titel sicherte sich erstmals der US-Amerikaner Jonathan Eric Gustafson, der im Weltcuprennen 14. wurde und seinen Teamkollegen und Titelverteidiger Tucker West (Platz 16 im Weltcup) mit einem Vorsprung von zwei Hundertstelsekunden auf dem Silberrang verwies. Der Olympiadritte von 2018, Christopher Mazdzer, komplettierte das rein US-amerikanische Podium, hatte jedoch bereits eine viertel Sekunde Rückstand. Im Weltcuprennen erreichte er damit den 20. Platz. Für dieses konnten sich der Australier Alexander Michael Ferlazzo und Lucas Maximiliano Populin aus Argentinien nicht qualifizieren und wurden aufgrund ihrer Platzierungen aus dem Nationencup gewertet. Der Kanadier Reid Watts stürzte im zweiten Rennlauf und erreichte das Ziel nicht.

## Doppelsitzer der Männer

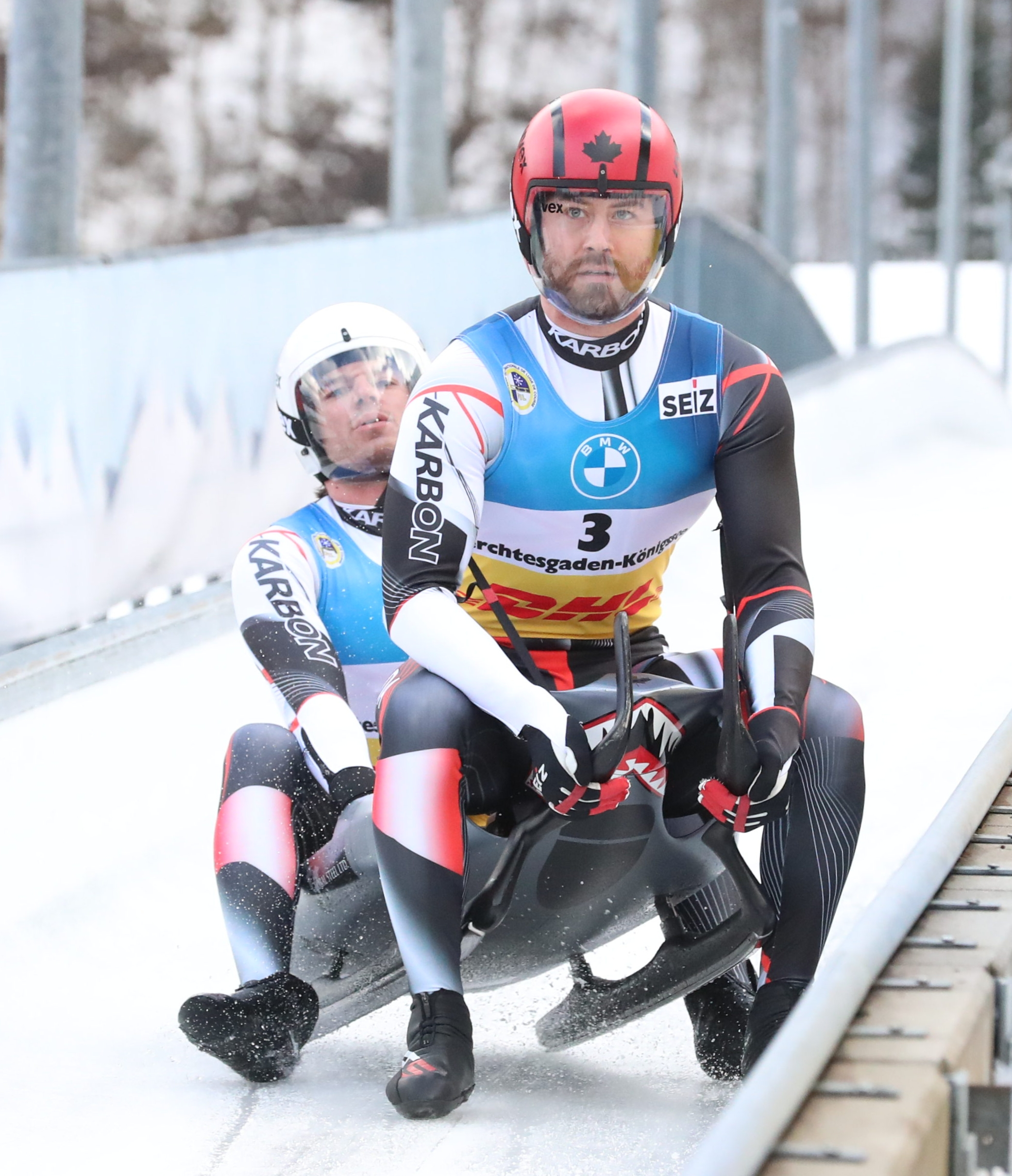
Tristan Walker und Justin Snith, Amerika-Pazifikmeister

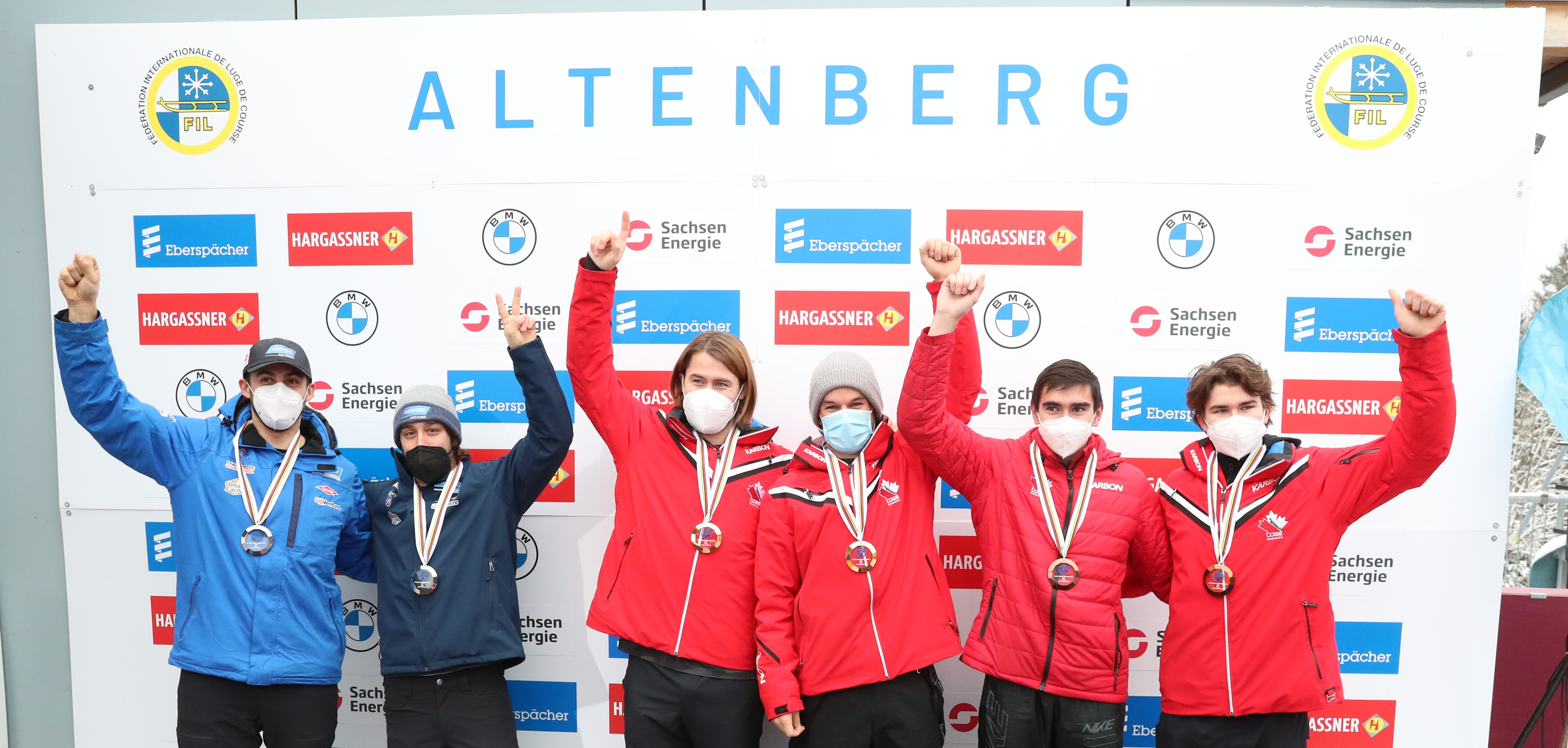
Siegerehrung

| Platz | Sportler                             | Laufzeiten        | Zeit             |
| ----- | ------------------------------------ | ----------------- | ---------------- |
| 01    | Tristan Walker/Justin Snith          | 50,117 s 50,179 s | 1:40,296 Minuten |
| 02    | Christopher Mazdzer/Jayson Terdiman  | 50,436 s 50,060 s | 1:+0,200 s       |
| 03    | Devin Wardrope/Cole Anthony Zajanski | 50,331 s 50,285 s | 1:+0,320 s       |
| 04    | Zachary DiGregorio/Sean Hollander    | 50,648 s 50,524 s | 1:+0,876 s       |
| 05    | Dana Kellogg/Duncan Segger           | 52,996 s 74,909 s | +27,609 s        |

Datum: 4. Dezember
Den Titel der Amerika-Pazifikmeisterschaften sicherten sich zum sechsten Mal die Kanadier Tristan Walker und Justin Snith, die im Race-in-Race ausgetragenen Weltcup auf Rang 11 fuhren. Die US-Amerikaner Christopher Mazdzer und Jayson Terdiman erreichten nach einem Fahrfehler im unteren Bahnteil während des ersten Laufes, der einen Rückstand von mehr als drei Zehntelsekunden bedeutete, trotz Bestzeit im zweiten Lauf, nur den Silberrang – Platz 13 im Weltcup. Dritte wurden die kanadischen Nachwuchsfahrer Devin Wardrope und Cole Anthony Zajanski, die den 14. Platz im Weltcup erzielten, mit einem deutlichen Vorsprung von mehr als einer halben Sekunde vor Zachary DiGregorio/Sean Hollander aus den Vereinigten Staaten, die Achtzehnte im Weltcup wurde. Dana Kellogg und Duncan Segger, ebenfalls aus dem US-amerikanischen Team, patzten in beiden Läufen und kamen mit massiven Rückstand als Letzte ins Ziel, Platz 5 in der Amerika-Pazifikwertung und Platz 24 im Weltcup.

## Medaillenspiegel
| Platz | Land               | Gold | Silber | Bronze | Gesamt |
| ----- | ------------------ | ---- | ------ | ------ | ------ |
| 1     | Vereinigte Staaten | 2    | 3      | 1      | 6      |
| 2     | Kanada             | 1    | 0      | 2      | 3      |